# Schleswig-Holstein-Sonderburg-Glücksburg
Schleswig-Holstein-Sonderburg-Glücksburg (dan. Slesvig-Holsten-Sønderborg-Lyksborg) ili skraćeno dinastija Glücksburg, njemačka kneževska dinastija, ogranak dinastije Oldenburg, čiji članovi danas sjede na prijestoljima Danske i Norveške te pretendiraju na grčko prijestolje. Također, današnji britanski kralj Karlo III., iako član dinastije Windsor, također je i član mlađeg ogranka ove dinastije.

## Popis vladara iz dinastije Schleswig-Holstein-Sonderburg-Glücksburg

### Njemački kneževi
- Friedrich Wilhelm (1825. – 1831.)
- Karl (1831. – 1878.)
- Friedrich (1878. – 1885.)
- Friedrich Ferdinand (1885. – 1934.)
- Wilhelm Friedrich (1934. – 1965.)
- Peter (1965. – 1980.)
- Christoph (1980.–....)

### Danski kraljevi
- Kristijan IX. (1863. – 1906.)
- Fridrik VIII. (1906. – 1912.)
- Kristijan X. (1912. – 1947.)
- Fridrik IX. (1947. – 1972.)
- Margareta II. (1972. – 2024.)

### Norveški kraljevi
- Haakon VII. (1905. – 1957.)
- Olaf V. (1957. – 1991.)
- Harald V. (1991.–....)

### Grčki kraljevi
- Đuro I. (1863. – 1913.)
- Konstantin I. (1913. – 1917.) i (1920. – 1922.)
- Aleksandar (1917. – 1920.)
- Đuro II. (1922. – 1924.) i (1935. – 1947.)
- Pavao (1947. – 1964.)
- Konstantin II. (1964. – 1973.)

### Britanski kraljevi
- Karlo III. (2022. – danas)

## Galerija
- Kraljevski grb Danske
- Kraljevski grb Norveške
- Kraljevski grb Grčke
- Kraljevski grb Islanda

## Vanjske poveznice
- Schleswig-Holstein-Sonderburg-Glücksburg - unofficialroyalty (engl.)
- Royal House of Denmark  Arhivirana inačica izvorne stranice od 12. prosinca 2015. (Wayback Machine) (engl.)
- Royal House of Norway (engl.)
- Royal Greek Family  Arhivirana inačica izvorne stranice od 19. rujna 2015. (Wayback Machine) (engl.)